# Mar do Diabo

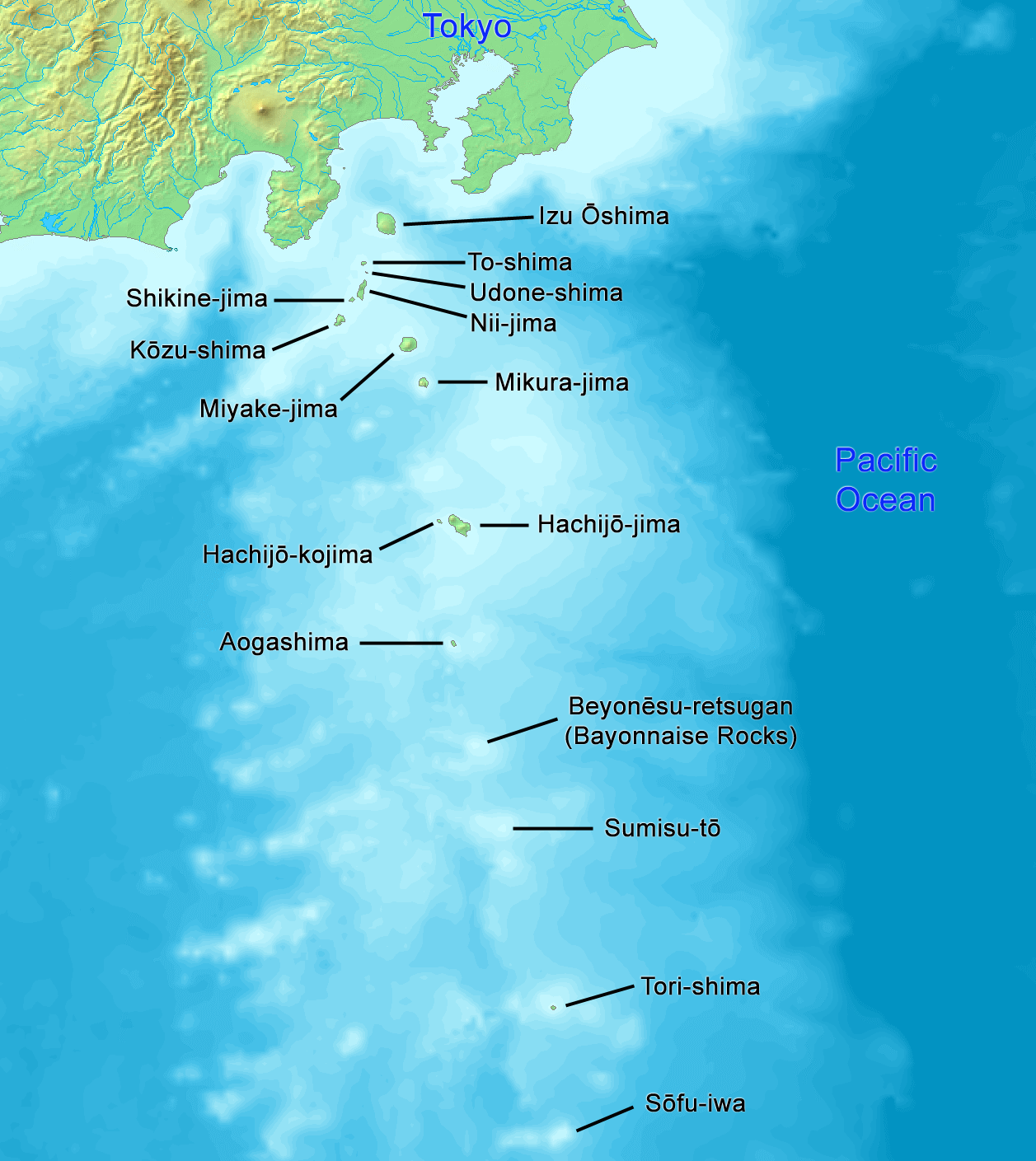
Mapa do Arquipélago Izu, centro das lendas do Mar do Diabo

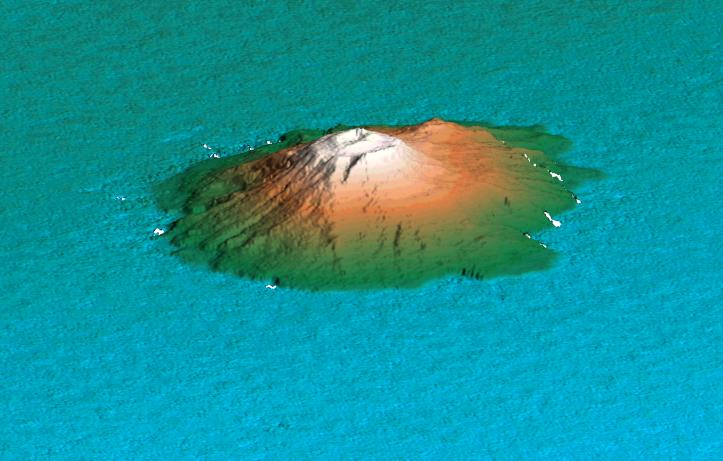
Ilha Miyake, cerca de 100 km ao sul de Tóquio

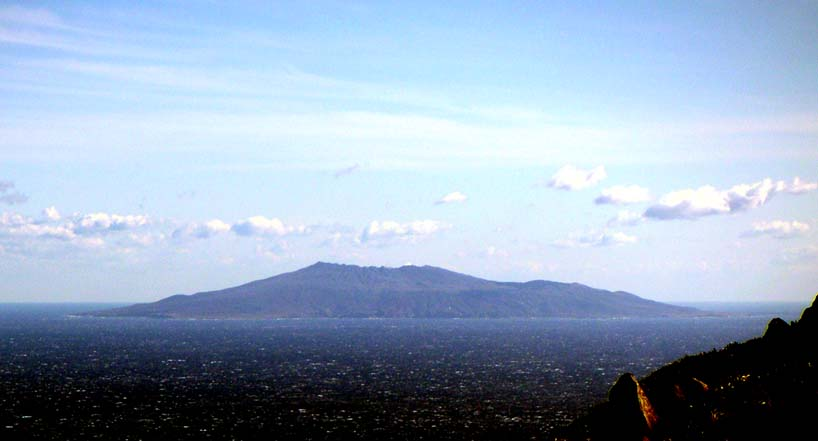
Ilha Miyake vista da Ilha Kozu

O Mar do Diabo (魔の海, Ma no Umi), Triângulo do Dragão ou do Pacífico é uma região do Pacífico ao redor da Ilha Miyake, cerca de 100 km ao sul de Tóquio. Um dos lados do triângulo pode estar na ilha de Guam. Apesar de o nome ser usado pelos pescadores japoneses, não aparece nas cartas náuticas.
Na cultura popular, especialmente nos Estados Unidos, o Mar do Diabo é algumas vezes considerado um local paranormal de forma similar ao Triângulo das Bermudas, com alegações de desaparecimentos de barcos e aviões sob circunstâncias misteriosas. Os japoneses, por outro lado, não consideram o Mar do Diabo como sendo mais misteriosa ou perigosa do que outras águas costeiras do Japão.
Ao contrário de algumas declarações, nem o Mar do Diabo nem o Triângulo das Bermudas estão localizados na linha agônica, onde o norte magnético se iguala ao norte geográfico. A declinação magnética nesta área é de cerca de 6°.

## Declaração de Charles Berlitz
O escritor estadunidense de ficção Charles Berlitz escreveu um livro chamado The Dragon's Triangle (O Triângulo do Dragão, 1989). Segundo ele, o Triângulo do Dragão aparece como uma zona perigosa nos mapas japoneses. Também afirma que, nos anos de paz entre 1952 e 1954, o Japão perdeu cinco embarcações militares com um total de tripulação desaparecida que supera 700 pessoas. O governo japonês, a fim de saber o motivo da perda de barcos e pessoas, financiou uma embarcação de investigação tripulada com mais de 100 cientistas, para estudar o Mar do Diabo. Depois, a embarcação desapareceu com todos os cientistas, e o Japão declarou a área como zona perigosa.

## Reputação
Segundo a investigação de Larry Kusche, essas "embarcações militares" eram embarcações de pesca, e alguns deles se perderam fora do Mar do Diabo, tão longe como perto de Iwo Jima (1000 km ao sul do Japão). Também assinala que, naquela época, a cada ano se perdiam centenas de barcos de pesca ao redor do Japão.
A embarcação japonesa de investigação que Berlitz mencionou, chamado Kaiyo Maru nº 5, com uma tripulação de 31 pessoas a bordo (não 100), foi destruída por uma erupção em 24 de setembro de 1952, em uma missão de investigação sobre a atividade de um vulcão submarino, o Myōjin-shō, a uns 300 km ao sul do Mar do Diabo. Alguns restos foram recuperados.

## Na cultura popular
Tomb Raider, videogame de 2013, protagoniza uma jovem Lara Croft que se vê naufragada numa ilha algures no Mar do Diabo.